# Кокосов, Виктор Николаевич
Ви́ктор Никола́евич Коко́сов (род. 1963, Ленинград) — российский журналист и литератор. Член Союза писателей России. Действительный член Русского Географического общества.
Правнук русского писателя Владимира Яковлевича Кокосова.

## Биография
Родился в Ленинграде в 1963 году в семье служащих. В 1986 году окончил Ленинградский электротехнический институт им. В.И. Ульянова (Ленина) и одновременно факультет общественных профессий по специальности «журналистика».
Публикуется с 1982 года. Работал в различных газетах, в том числе в 1988—1994 годы в газете «Вечерний Ленинград» (затем «Вечерний Петербург»), где был членом редколлегии и членом бюро организации Союза журналистов.
Автор ряда книг историко-очерковой прозы, в том числе «Правда о Второй ударной», «Эхо пушек „Юноны“. Рассказы о моряках» (о плавании Николая Резанова и последовавших за этим событиях вплоть до начала XXI века), «Право на мужество». Публиковался в различных писательских и ведомственных сборниках, журналах и газетах.
Главный редактор издания «Русские кругосветные путешествия от Крузенштерна до „Седова“». Книга представлена в Президентской библиотеке.
В период работы в газетах, помимо официального псевдонима, Виктор Крайнев, который записан у Кокосова в членских билетах Союза журналистов СССР и Союза писателей России, использовал и следующие псевдонимы: В. Дубравин, В. Дубровин, К. Викторов, К. Степанов, В. Назаров, Ю. Кисель, В. Николаев и др.

## Работа в "горячих точках"
В 1989-1991 годах как журналист выезжал в командировки (от редакции «Вечернего Ленинграда») в «горячие точки». В 1990 году за «Образцовое выполнение служебно-боевых задач, проявленную смелость в период обеспечения общественного порядка в городе Баку, практическую помощь в выпуске бюллетеня комендатуры г. Баку "Солдат правопорядка"» награждён грамотой коменданта города Баку генерал-лейтенанта Б.К. Смыслова.
22.02.1990 года приказом начальника Внутренних войск МВД СССР награждён нагрудным знаком «За отличие в службе I степени».
Участвовал в автовече «Серебряное кольцо Александра Невского», установке закладного камня памятника всем погибшим российским морякам (в Кронштадте) и других военно-патриотических мероприятиях.

## Статья «„Алиса“ с косой чёлкой»
Известен как автор критической статьи ««Алиса» с косой чёлкой», опубликованной в газете «Смена» 22 ноября 1987 года о концерте рок-группы «Алиса». В частности, в статье утверждалось, что на концерте лидер группы Константин Кинчев произнёс в микрофон слова «Хайль Гитлер!» — это утверждение было в дальнейшем опровергнуто в суде. Статья получила широкую известность и неоднозначные оценки. По словам тогдашнего главного редактора газеты Виктора Югина, «со стороны Виктора Кокосова это была подстава».

## Награды
- 2014 год — Серебряный лауреат Национальной литературной премии «Золотое перо Руси» в военно-патриотической номинации за книгу «Правда о Второй ударной»[12].
- 2014 год — лауреат Всероссийской литературной премии имени Алексея Константиновича Толстого в номинации «Документальная проза» за книгу «Живи, любимый город!»[13].
- 2021 год — лауреат Международной литературной премии имени П. П. Ершова за произведения для детей и юношества, за книгу «Животные на войне»[14][15]
- 2021 год — лауреат литературной премии имени Маршала Советского Союза Л. А. Говорова за книгу «Шагнувшие в бессмертие» (в соавторстве с А.Веретиным)[16]
- 2023 год — лауреат Литературной премии имени Виктора Голявкина в номинации «Проза для детей» за книгу «Животные на войне»[17]